# Greenlane
Greenlane est une banlieue de la cité d’Auckland, située dans l’Île du Nord de la Nouvelle-Zélande .

## Municipalités limitrophes
C’est le siège de la gare de Greenlane (en) et de l’un des principaux hôpitaux de la cité d’Auckland nommé Greenlane Hospital (en).

## Activité économique
Les magasins de la banlieue de Greenlane forment le principal centre commercial de la banlieue d’Epsom et sont situés à l’intersection de ‘ Manukau Road’  et ‘ Green Lane West’. Sur le côté nord de Green Lane sont localisés le champ de course du parc Alexandra (en) et le ‘Showgrounds;.
Au sud, on trouve l’hôpital de Greenlane (en), le parc Cornwall (en) et le mont Maungakiekie /One Tree Hill.
Les magasins de ‘Greenlane’ se sont développés durant le XXe siècle pour répondre à la demande des besoins de la communauté locale autant que pour les visiteurs du champ de course, du champ de foire, de l’hôpital, et des visiteurs des parcs. 
Il y a aussi un terminus de tramway, qui fut situé là depuis 1902 et jusqu’en 1956. 
Le développement du commerce local a changé avec les années.
Habituellement Greenlane était un centre plutôt pour le commerce traditionnel et le siège d’une bonne sélection de restaurants et de bars. 
Le Cinéma: le ‘Lido’ datant de 1920, fonctionne toujours et c’est l’un des rares cinémas de banlieue persistant ainsi. 
La zone est desservie par de bonnes écoles secondaires d’État, comprenant 
- la Auckland Grammar School,
- l’école de fille d’ Epsom Girls Grammar School (en) et le
- collège St Peter's d’Auckland.

Le consulat de la république de chine à Auckland (en) est situé au ‘588 Great South Road’ dans la banlieue de Greenlane  .
Le caractère de la banlieue elle-même est contenu dans le mot «Greenlane», de même que la route est formée de 2 allées vertes ou «Green Lane».

## Histoire
De 1840 à 1890, le secteur de Greenlane était connu pour ses riches pâturages, qui supportaient à la fois des troupeaux de vaches à lait et des récoltes de grains. 
Initialement de grandes maisons de campagne et des fermes occupaient le paysage mais vers 1890: le développement de la banlieue, s’étendit vers le sud à partir de la localité Newmark et à travers les champs d’Epsom. 
Ce fut la raison pour laquelle le Dr John Logan Campbell fit cadeau d’une partie de la ferme de « One Tree Hill » à la cité pour en faire un parc public en 1901. 
Depuis le début des années 1990, il y a une quantité considérable de logements de remplissage ("infill") avec des groupes de 2 maisons mitoyennes alternant avec des paysages urbains dans certaines parties de Greenlane.
Le large pré, très plat situé là à l’intersection de ‘Greenlane et de Manukau Roads’ fut utilisé pour les évènements sportifs depuis les années 1850, mais le champ de course d’«Alexandra Raceway» et le champ de foire d’Epsom, ne furent établis là formellement qu’aux environs de 1900. 
Le champ de course :« Alexandra Raceway», nommé en l’honneur de la Princesse de Galles, qui devint plus tard la Reine Alexandra, est spécialisé dans le trot. 
Le champ de foire d’Epsom : ‘Showgrounds’ est aussi le lieu de nombreuses expositions commerciales et agricoles, et spécialement de la foire annuelle dite « Auckland Royal Easter Show ».
À côté du « parc Alexandra» était situé le dépôt de la « Auckland Electric Tram Company ». Organisé dès 1902, la « Compagnie du Tram» y avait accumulé les hangars et les bureaux administratifs, qui furent construits ici, car il était à mi-distance de la cité d’Auckland et de la banlieue d’Onehunga. 
Le système du tramway fut fermé en 1956,  mais les remises restèrent là jusqu’à la fin des années 1970, au moment où elles furent remplacées par le « parc de bureaux » et le bloc administratif survit encore sous forme d’un restaurant.
L’« hôpital de Greenlane» est un complexe de plusieurs bâtiments datant des débuts de 1870 et jusqu’aux jours actuels. 
Un de ces bâtiments fut donné par Edward Costley (en), dans le centre d’affaires d’Auckland, qui  par ailleurs, a légué de l’argent pour de nombreuses œuvres charitables. 
Durant la Deuxième Guerre mondiale, un grand nombre de bâtiments préfabriqués furent érigés dans le « parc de Eastern Cornwall », pour prendre en charge les soldats américains blessés ou malades, qui furent évacués de Guadalcanal.  Le bâtiment était encore utilisé dans les années 1950 et  1960 comme une maternité jusqu’à ce que le «National Women's Hospital» tout proche, fut entièrement ouvert. 
Le Hôpital National of Women's (en) date de la fin des années 1950 et était une icône de modernité à cette époque.
Les bâtiments furent progressivement réduits en nombre dans les années 1960, bien que quelques-uns persistèrent mais restèrent vides jusqu’au milieu des années 1970. 
Actuellement seul le «flag pole» reste comme un mémorial pour les temps de guerre, où cette zone fut utilisée.

## Gouvernance
Greenlane se situe entre 2 zones électorales pour les votes pour la représentation au Parlement. 
D’une part : secteur d’Epsom (en) et d’autre part secteur électoral de Maungakiekie (en). 
Depuis 2010, la banlieue est située entre 2 wards pour les élections locales au niveau du conseil d'Auckland : l’Albert-Eden Local Board (en) et celui de Maungakiekie-Tāmaki Local Board (en). 
En 2012, les MP pour Greenlane (Epsom) sont John Banks (en) d'ACT New Zealand, et Peseta Sam Lotu-Iiga (en) du Parti national pour Greenlane (Maungakiekie (en)). 
Les conseils locaux représentatifs sont : d'une part, le groupe "communauté et résidents" (en), et d'autre part "City Vision (en)" et aussi "Focus Local" pour le secteur d'Albert-Eden, et le parti travailliste et "Maungakiekie Team" pour le secteur de Maungakiekie.